# Isteiner Klotz (Natur- und Landschaftsschutzgebiet)

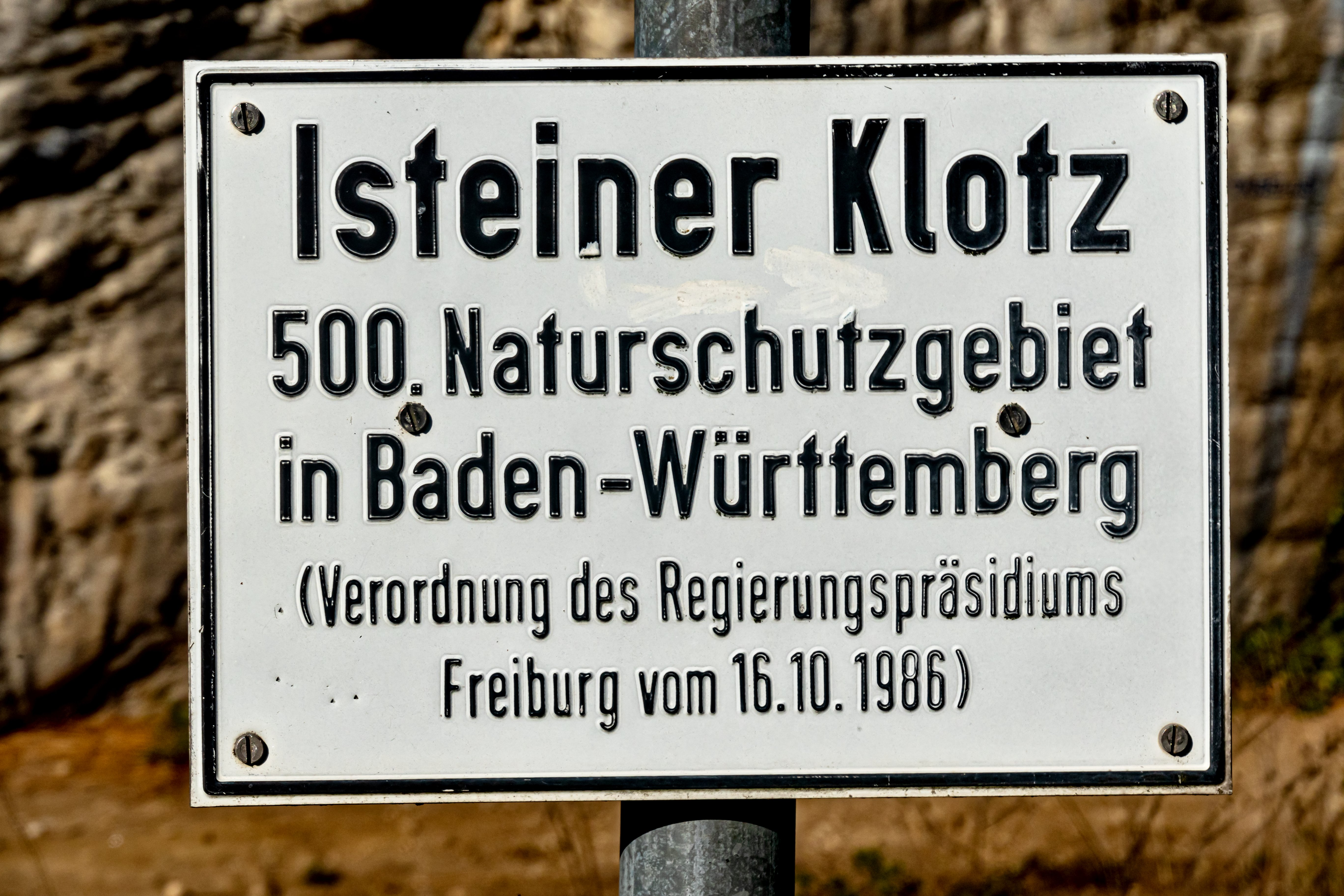
Hinweisschild

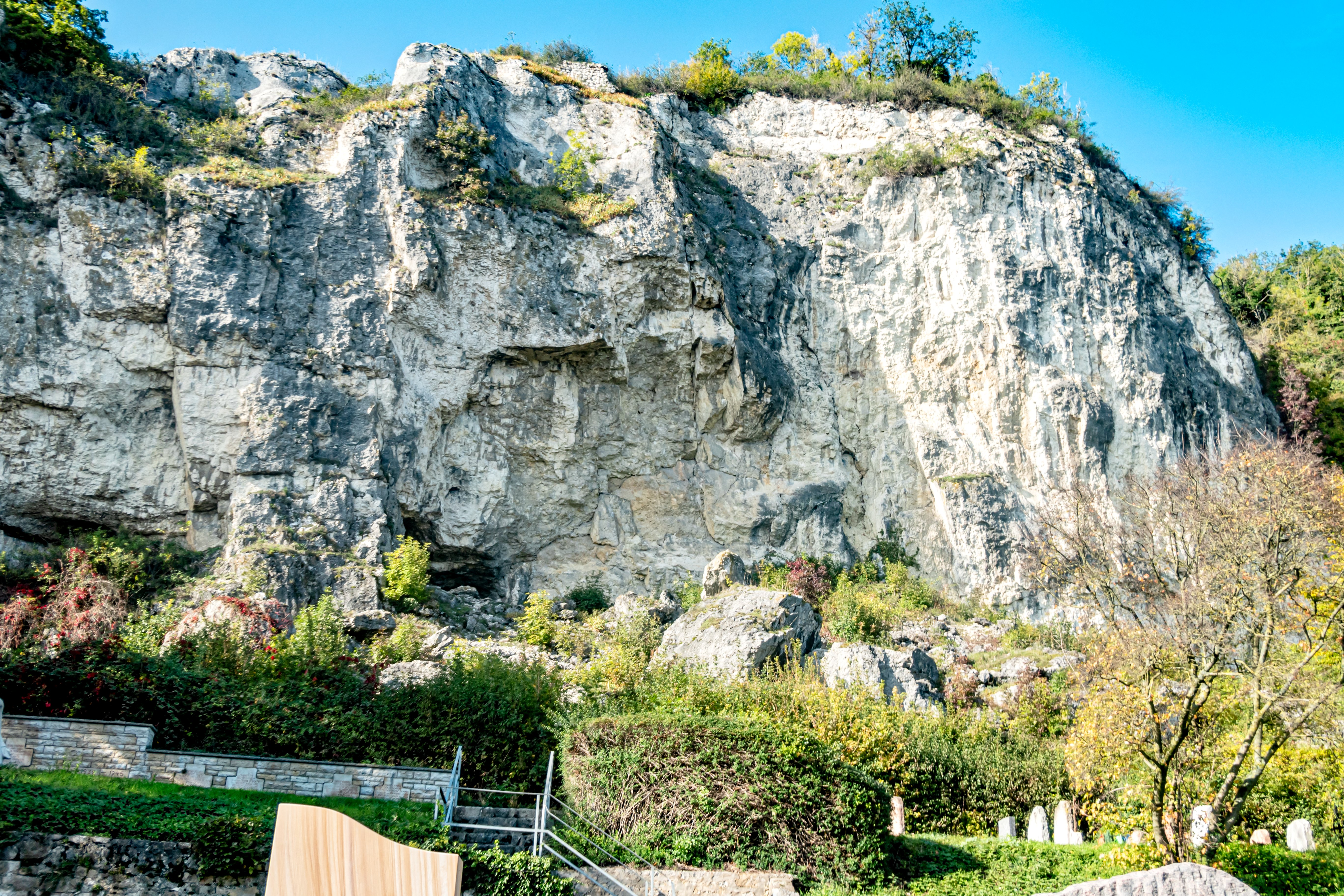
Südansicht des Isteiner Klotzes

Der Isteiner Klotz ist ein sehr bekanntes Naturschutzgebiet und ein ergänzendes Landschaftsschutzgebiet im Landkreis Lörrach in Baden-Württemberg. Es gehört zum Naturraum des südlichen Markgräfler Hügellands im Süden des Oberrheingrabens. In vielen internationalen und nationalen Herbarien sind erhebliche
Bestände der hier sehr artenreichen Flora und Fauna vorhanden.
Der markanteste Punkt und Namensgeber des Naturschutzgebiets ist der Isteiner Klotz. Dieser „Klotzenfelsen“ oder „Klotzenspitze“ liegt nördlich der Ortschaft Istein, einem ehemaligen Fischerdorf.
Die Rheinkorrektion, der Eisenbahnbau, die Anlage von Steinbrüchen und Festungsbauten und die damit verbundenen zahlreichen Sprengungen haben das Bild dieses markanten Punktes in den vergangenen 150 Jahren deutlich verändert. Die natürlich waldfreien Felsstandorte sind inzwischen auf rund zehn Prozent geschrumpft. Durch die Anlage der Befestigungsbauwerke und deren Schleifung nach dem Ersten und Zweiten Weltkrieg haben sowohl die Pflanzen- als auch die Tierwelt großen Schaden erlitten.
Das NSG wird ergänzt durch ein bereits am 2. Oktober 1937 gebildetes Landschaftsschutzgebiet mit einer aktuellen Größe von 35,9 Hektar.
Der Isteiner Klotz ist außerdem Teil eines Netzes von Schutzgebieten. Er gehört zum FFH-Gebiet Markgräfler Rheinebene von Weil bis Neuenburg, das eine Größe von insgesamt 1526 Hektar hat. Auch das insgesamt 1476 Hektar große SPA-Gebiet (Vogelschutzgebiet) Rheinniederung Haltingen-Neuenburg mit Vorbergzone überlagert das Naturschutzgebiet und das FFH-Gebiet.

## Geographie
Das Naturschutzgebiet mit 25,5 ha hat seine Flächen auf den Gemarkungen Huttingen, Istein und Kleinkems der Gemeinde Efringen-Kirchen, es reicht vom „Klotzenfelsen“ im Süden über den „Grünberg“ nach Norden bis zum „Buchgraben“. Das Gebiet wird von der Eisenbahnlinie Mannheim-Basel in zwei Teile zerschnitten.

## Klima
Das Klima ist gekennzeichnet durch hohe Temperaturen und geringe Niederschläge. Die Früh- und Spätfröste sind seltener als in der Ebene, der Isteiner Klotz ragt meistens aus den herbst- und winterlichen Nebellagen heraus bei deutlich höheren Durchschnittstemperaturen. Zusammengefasst ist das Gebiet ausgeglichen, warm, relativ trocken, frostarm und mit wenig Wind.

## Steckbrief
Der Schutzzweck ist die Erhaltung (aus der Verordnung des Regierungspräsidiums Freiburg über das Naturschutzgebiet »Isteiner Klotz« vom 16. Oktober 1986 (GBl. v. 30. Dezember 1986, S. 485).)
- als bedeutendes geologisches Objekt von großer wissenschaftlicher Bedeutung;
- als Gebiet mit weitgehend natürlicher wärmeliebender Vegetation von großer pflanzengeographischer Bedeutung;
- als Standort seltener Pflanzengesellschaften und als Lebensraum seltener und teilweise vom Aussterben bedrohter Tier- und Pflanzenarten, von denen einige in Baden-Württemberg, teilweise sogar in der Bundesrepublik Deutschland, hier ihr einziges aktuelles Vorkommen haben.[3]

## Flora und Fauna
Das Naturschutzgebiet hat sehr vielfältige und spezielle Bewuchsformen
- Flaumeichenwald (Lithospermo-Quercetum), beginnend beim Felsen nach Norden bis nördlich des Buchgrabens mit viel Elsbeere (Sorbus torminalis), Gemeiner Pimpernuss (Staphylea pinnata) und Strauchwicke (Coronilla emerus).,
- Weißseggen-Eiche-Lindenwald an den West- und Südwesthängen des Grünbergs,
- Weißseggen-Buchen-Wald (Carici-Fagetum),
- Waldmeister-Buchen-Wald (Asperulo-Fagetum) im oberen Teil des Buchgrabens,
- Ahorn-Linden-Wald (Aceri-Tilietum),
- Robinien-Forste, angepflanzt 1907 zur Tarnung der Festung Istein, haben sich ausgebreitet und es finden sich einzelne Bestände.
- Felsenbirnen-Gebüsch (Cotoneastro-Amelanchieretum) beidseitig des Buchgrabens Malmkalk-Felswände,
- Bleichschwingel-Felsflur auf den nach Süden zeigenden Felsen aus Malmkalk. Der Bewuchs besteht aus einem aus Bleicher Schaf-Schwingel (Festuca pallens), Berg-Steinkraut (Alyssum montanum), Wimper-Perlgras (Melica ciliata) und Weißem Mauerpfeffer (Sedum album) zusammengesetzten Trockenrasen.
- Trespen-Trockenrasen (Xerobrometum), dieser wurde 1931 von Braun-Blanquet erstmals vom Isteiner Klotz beschrieben, wobei sich dieser Trockenrasen deutlich von denen am Kaiserstuhl unterscheidet. Der Trockenrasen setzt sich zusammen aus Erd-Segge (Carex humilis), Federgras (Stipa eriocaulis ssp. lutetiana), Bartgras (Bothriochloa ischaemum), Blaugrüner Faserschirm (Trinia glauca), Kugel-Lauch (Allium sphaerocephalon) und Rispen-Flockenblume (Centaurea stoebe) sowie Zwergsträuchern, Winterannuellen und seltenen Moos- und Flechtenarten.

Zu den hier vorkommenden seltenen Arten gehören
- die Gemeine Pimpernuss (Staphylea pinnata),
- die Grundblütige Segge (Carex halleriana),
- das Federgras (Stipa pennata ss. lutetiana) – einziges Vorkommen in der Bundesrepublik Deutschland – und
- der Blaugrüner Faserschirm (Trinia glauca).[2]

An Tieren sind hier nachgewiesen
- Lurche
- über 80 Vogelarten
- über 350 Schmetterlingsarten, zum Beispiel Blaukernauge (Minois dryas), Weißer Waldportier (Brintesia circe) und Samtbinde (Hipparchia semele)
- 140 Käfer, darunter der Hirschkäfer, der Schwarze Pillendreher, der Prachtkäfer, verschiedene große Bockkäfer
- 15 Libellenarten darunter Coenagrion lindeni, ornatum und scitulum
- Heuschrecken, darunter Buntschrecken (Calliptamus italicus, Oedipoda caerulescens und germanica), die Sägeschrecke (Barbitistes serricanda), die Gemeine Sichelschrecke (Phaneroptera falcata), die sehr seltene Sattelschrecke (Ephippigera vitium) und das Weinhähnchen (Oecanthus pellucens).
- eine große Zahl von Spinnentieren und Schnecken
- Wanzen, unter anderem Mordwanze und die Randwanze.[2]

Die Zugänge in die Höhlen, Stollen und Bunker sind zubetoniert worden, Es sind nur kleine Zugänge für Fledermäuse und andere Tiere vorhanden.